# Moto Guzzi 125 Turismo
De Moto Guzzi 125 Turismo is een lichte motorfiets van het merk Moto Guzzi die werd geproduceerd van 1974 tot 1981. Samen met de 125 Tuttoterreno was de Turismo identiek aan de modellen die ook onder de naam Benelli werden geproduceerd.
In 1974 waren zowel Benelli als Moto Guzzi eigendom van Alejandro de Tomaso. Als snel werden via badge-engineering dezelfde modellen onder de beide merknamen uitgebracht. De Moto Guzzi 125 Turismo was identiek aan de Benelli 125 Turismo.
De 125 cc tweetaktmotor was ontwikkeld door Benelli. Het was een staande eencilinder met rijwindkoeling en vijf versnellingen. De machine was aanvankelijk alleen bedoeld voor de export. De Tuttoterreno en de Turismo waren vrijwel identiek, op de tank, de spatborden, de uitlaat en de banden na. In 1981 eindigde de productie van beide modellen. Vanaf dat moment produceerde Moto Guzzi alleen nog haar bekende langsgeplaatste V-twins.

## Technische gegevens
| Moto Guzzi             | 125 Turismo                            |
| ---------------------- | -------------------------------------- |
| Periode                | 1974-1981                              |
| Categorie              | toermotor                              |
| Motortype              | tweetaktmotor                          |
| Bouwwijze              | dwarsgeplaatste staande eencilinder    |
| Cilinder               | aluminium                              |
| Cilinderkop            | aluminium                              |
| Carburateur            | Dell'Orto VHB 22 BS                    |
| Ontsteking             | vliegwielmagneet                       |
| Boring                 | 56 mm                                  |
| Slag                   | 49 mm                                  |
| Cilinderinhoud         | 120,7 cc                               |
| Smeersysteem           | mengsmering 20:1                       |
| Compressieverhouding   | 9,9:1                                  |
| Max. vermogen          | 11,5 pk bij 6.700 tpm,                 |
| Topsnelheid            | 83,7 km/h                              |
| Primaire aandrijving   | tandwielen                             |
| Koppeling              | meervoudige natte platenkoppeling      |
| Versnellingen          | 5 voetgeschakeld                       |
| Secundaire aandrijving | ketting                                |
| Frame                  | enkel wiegframe                        |
| Wielbasis              | 1300 mm                                |
| Vering vóór            | telescoopvork                          |
| Vering achter          | swingarm met hydraulische schokdempers |
| Banden                 | voor 2,50 x 18", achter 2,75 x 18"     |
| Rem(men)               | trommelremmen                          |
| Gewicht                | 105 kg                                 |
| Tankinhoud             | 8,5 liter                              |
| Voorganger             | Stornello 125 5V                       |
| Opvolger               | geen                                   |